# Masaru Imada
Masaru Imada (Japans: 今田勝, Imada Masaru) (Tokio, 21 maart 1932 – 30 mei 2025) was een Japanse jazzpianist en -componist.

## Biografie
Imada kreeg een klassieke piano-opleiding van een privéleraar en leidde studenten-jazzbands tijdens zijn studie aan Meiji University. Na een jaar werken in de economie besloot hij als professioneel musicus te werken. Vanaf 1953 was hij lid van de groep van Eiji Kitamura. Vanaf 1964 leidde hij een eigen trio, zijn eerste opnames maakte hij in 1967 met Tadayuki Harada. In 1970 nam hij met saxofonist Ichiro Mimori, contrabassist Takashi Mizuhashi en drummer Masahiko Ozu de plaat Now! (japans: Maki, Three Blind Mice) op. Er volgde een serie solo- (Poppy, 1973) en trio-albums, o.a. met Isoo Fukui, Tetsujiro Obara en Masahiko Ozu. Hij nam een live-plaat op met o.a. Kenji Mori en Shigeko Toya (Yokohama Concert, 1974), een trioplaat met als gastmuzikant Kazumi Watanabe (Green Caterpillar 1975), een duoplaat met George Mraz (Alone Together 1977) en een album met het trio van Kenji Kohsei (All of a Glow, 1978). Hij werkte samen met Shigeharu Mukai en Seiichi Nakamura op Seeking Blue (1978) en met Randy en Michael Brecker op Carnival (1981). Vanaf de jaren 70 werkte hij verder met Maki Asakawa, Hiroshi Matsumoto, Takeshi Inomata, Sunao Wada, Ayako Hosokawa, Bingo Miki en Eiji Nakamura.
In de late jaren 70 was hij lid van de groep Tea and Company. In de jaren 80 werkte hij in New York en Tokio met o.m. Tom Browne, Grover Washington Jr. (Blue Marine), David Sanborn, Kazumi Watanabe, Will Lee, Steve Gadd en Guilherme Franco (A Day in the Paradise, 1983). Hij werkte ook met eigen groepen, zo richtte hij in 1984 de fusiongroep Now’in op.
In de jazz nam hij tussen 1968 en 2013 deel aan 53 opnamesessies, onder andere van zangeres Mari Kanemoto.
Imada overleed op 93-jarige leeftijd.

## Bron
- Kazunori Sugiyama Imada, Masaru. In: Barry Kernfeld (uitg.) The New Grove Dictionary of Jazz MacMillan 2002 (2de editie)